# لئوپولدو ماکسیمو فالیکوف
 لئوپولدو ماکسیمو فالیکوف (انگلیسی: Leopoldo Máximo Falicov؛ زاده ۲۴ ژوئن ۱۹۳۳ درگذشته ۲۴ ژانویه ۱۹۹۵) یک فیزیک‌دان بود.